# Тростянець (Вінницький район)
Тростяне́ць — село в Україні, у Вороновицькій селищній громаді Вінницького району Вінницької області. Населення становить 1,1 тис. осіб у 2024 році.
Неподалік від села знаходиться ботанічна пам'ятка природи місцевого значення Красені буки.

## Історія села
Село Тростянець знаходиться на Подільській височині біля однієї з приток р. Південний Буг річки Тростинки на віддалі 15 км від селища Тиврів і 18 км від обласного центру м. Вінниці та 8 км від залізничної станції Вороновиця. Через село проходить дорога обласного підпорядкування Тиврів — Вороновиця.
За адміністративним підпорядкуванням с. Тростянець відноситься до Вороновицької територіальної громади. В ХІХ ст. на початку ХХ ст. Тростянець — це село Вороновицького повіту, потім (з 1932 р) Вороновицького району, а після ліквідації Вороновицького району в 1958 році село було віднесено до Немирівського, а через рік до Тиврівського району. За козацької доби с. Тростянець входило до Вороновицької сотні Брацлавського, а пізніше Кальницького полку.
В адміністративну одиницю с. Тростянець з 1958 року входить село Латанці. Сьогодні це старостинський округ Вороновицької територіальної громади, в якій проживає 1197 жителів.
Найбільшу чисельність село мало на кінець 60-х років ХХ століття. Тоді в селі проживало біля трьох тисяч жителів. В школі навчалось близько 520 дітей.
Сьогодні в селі 650 дворів. Загальна площа села- 65 гектарів.
Назва села Тростянець походить від слова «тростина», тобто очерет. Населених пунктів з такою назвою в Україні і Білорусі ми знаємо не менше 18. Серед них три районних центри в Сумській і Вінницькій областях та Могилівській області Білорусі. Вважається, що Тростянцями називали тимчасові поселення, які будувались біля сільськогосподарських угідь, в яких люди жили влітку. Через часті напади ворогів люди намагались будувати постійне житло в прихованих місцях: в лісах, подалі від доріг, а в період сільськогосподарських робіт споруджували тимчасові поселення з тростини. По мірі того як напади кримчаків припинились, люди перебирались ближче до поля і селились в тростянцях -  селах з тростини.
Як свідчать історичні розвідки, на території Тростянця люди жили давно. За наслідками археологічної експедиції, проведеної групою археологів на чолі з кандидатом історичних наук Зайцем І. І., встановлено, що в урочищі Даційова (це якраз на в'їзді в село з боку Тиврова) знаходилось поселення трипільської культури. В звітах археологічної експедиції це місце позначене як Тростянець1. Це поселення віднесене до періоду раннього трипілля(IV тис. до н. е.) На іншому кінці села виявлено поселення середньотрипільської доби (ІІІ тис. до н. е.)
За північною околицею села в урочищі Трощина (за переказами місце, де «трощили», «розтрощили» половців) знайдено знахідки ранньослов'янської доби і періоду Київської Русі. Окремі експонати, знайдені в цьому місці, знаходяться в музеї села.
Перша згадка про Тростянець припадає на період війни, що тривала з 1385 по 1395 рік між господарем Поділля Федором Коріятовичем та литовським князем Вітовтом(1393—1430 рр.). Перемігши свого суперника, Вітовт поділив підкорені землі по новому. Родині дворян Дашкевичів дісталась Тиврівська округа як вотчина. З документа того часу читаємо:… «Дашкевич вислужив у Вітовта наступні села: Кліщево, Шандарово, Тростянець, Тиврів, Збуново(Дзвониха) Жахнівку». Але грамота на володіння цими землями згоріла у Брацлаві під час нападу татар. Тому онук Германа Дашкевича Федір у 1505 р. звернувся до литовського князя (одночасно польського короля) Олександра Казимировича за підтвердженням права володіння колишньою вотчиною. Князь підтвердив це право. (Летопись великих князей литовских 1385—1450 рр.т.7)
Наприкінці 16 століття обширні землі із селами Кліщів, Шендерів, Тростянець, належали православному дворянину Степану Кліщовському. Пізніше ці землі часто переходили з рук в руки. Антоній Йосип Роллє наводить наступні прізвища: Маньковські, Плончевські, Вишневецькі, Зміївські, Андрушевські, Боровські, Мисловські, Чарнецькі, Ледуховські,…(всього 26 прізвищ).
Під час визвольної війни під проводом Богдана Хмельницького з утворенням козацької держави почалось формування козацьких полків. За наказом Хмельницького Данило Нечай формує Брацлавський полк. Полк мав 22 сотні. У Вороновицьку сотню входив тростянецький курінь.
Відомо, що в урочищі Трощина і урочищі Яма в XVII—XVIII ст. було село під назвою Грабки, жителі якого після пожежі переселилися в с. Латанці. Біля урочища Трощина в лісі можна знайти залишки монастиря, який існував тут в XVII-XVIII століттях. Місця тут так і називаються: Монастирище, ставок Чернечий, Монастирський ліс.
Землі села Тростянець належали багатьом господарям, хоч жоден з них в селі не жив. Тут були так звані економії.
На кінець XVIII ст. Тростянець належав одному з потомків магнатів Четвертинських, який програв їх в карти графу Горохольському, той продав їх графу Гейдену. Останнім власником тростянецьких земель був поміщик Ярошинський, який дуже швидко продав частину полів Степанівському цукровому заводу. З цього часу село зажило значно краще. На полях сіяли багато буряків, а це давало роботу і заробіток багатьом людям. Плата була достатньо високою. В цей час в селі було три лавки (магазини), млин (біля Лупінського ставка), пилорама, кузня, цегельний завод (їх, до речі, на території села в різні часи було чотири).
В 1836 році біля сільського кладовища на місці дерев'яної згорілої чотирма роками раніше було збудовано цегельну церкву Архистратига Михаїла.(мал.2.) Церква була освячена 21 листопада 1836 року. Тому цього дня в селі проходить храмове свято. Цеглу для купола і металеві конструкції виготовляли в Брацлавському монастирі, там же виготовили іконостас. Храм був збудований на кошти калнишівського поміщика Дверницького з допомогою селян сіл Тростянець, Калнишівка, Марківка. Вартість церкви становила 30 000 рублів. В ту пору в Тростянці проживало 1083 прихожан в тому числі 545 чоловіків і 538 жінок.
На кошти прихожан і старанням свяшенника Іоанна Качеровського в с. Латанці в 1896 році збудовано дерев'ну церкву.
Як записано в «Трудах Подільського єпархіального історико-статистичного комітету» за 1901 р. в 1862 році в селі відкрито церковно приходську школу, в якій в перший рік навчалось 60 учнів. Навчання проводилось в хаті місцевого священика. В 1894 році біля церкви було збудовано спеціальне приміщення школи, яке використовувалось для освітніх потреб до початку 60-х років ХХ століття.(мал.3) В 1870 році церковно приходська школа вікрилась в Латанцях.
Унаслідок Столипінської аграрної реформи в 1907—1913 рр. біля села утворилось чотири хутори. На хуторах «Сачихи» і «Партачі» проживало по 4 сім'ї, на хуторі «Бобрик»-3, на хуторі «Міщенки»-6 сімей. В 1939—1940 рр. всі жителі хуторів були переселені в село.
Влітку 1917 р. група селян, якими керували Кирило Рожок і Опанас Кухарук, підняли бунт проти місцевого поміщика.
Радянську окупацію в селі було встановлено 20 січня 1918 р. Під час визвольних змагань українського народу в 1917—1920 рр. село багато раз переходило з рук в руки. 
У 1919 р. в приміщенні школи перебував загін військ Симона Петлюри. Кілька жителів села пішли разом з військом воювати за незалежну Україну. Село певний час було під контролем загону Артема. 4 березня 1919 р. село зайняли частини дивізії Щорса, а в червні 1920 р.- червонокозача дивізія В.Примакова.
В березні 1919 р. в селі був організований комітет бідноти (комбід) а в червні 1920 р. комітет незаможних селян, який очолив Г. І. Березовський. В 1920 -му році на базі церковно-приходської школи була створена трудова початкова школа. Першим учителем і завідувачем цієї школи був Ф. В. Осипчук.
Першим головою сільської ради був обраний Березовський Григорій Іванович, а головою ССТ -Кухарук Тимофій Іларіонович.
Колективізація в Тростянці розпочалась наприкінці 1929 року. В лютому 1930 р. був створений колгосп, якому було дано назву « Червоний промінь». Першим головою колгоспу став Пасічник Нектарій Іванович.
В центрі села стоїть хрест, зведений в пам'ять жертв голодомору 1932-33 років. Точно встановити кількість жертв голодомору не можливо, але це не менше 300 чоловік. Встановлено імена- 75. Жителі свідчать, що в селі були випадки людоїдства. Колись багата частина села Долина після 1933 року стала безлюдною. Дуже сильно постраждала Слобода. Щонайменше 6 домівок повністю спорожніло.
На кінець 1932 року сільські активісти вистежили, що в хаті Лебедя Івана йде дим. Нелюди вдерлись в хату. Вигорнули все з печі, глечик з пшоняною кашею викинули в двір. Діти кричали, просили їсти. Мати кинулась збирати кашу з землі. Ударом чобота в обличчя активіст відкинув жінку. Та знепритомніла, їй вибили всі передні зуби. З хати вимели все. Діти голодували і на початку 1933 року мати вивела їх до вінницького базару, показала, де живуть родичі і повернулась в село, бо знала, що будуть її шукати, а знайдуть то повернуть разом з дітьми в село. Коли підвода, що збирала мертвих, під'їхала до хати і запитали де діти мати відповіла: «Закопала». Лише восени 1933 року родичі привели дітей до матері. Було дуже важко, але всім вдалось вижити.
В 20-х 30-х роках ХХ ст. свій розвиток отримала освіта. Станом на вересень 1925 р. більшість учнів шкільного віку були охоплені навчанням в початковій школі, а в 1932 році було проведено набір до 5 класу тростянецької семирічки.
Не минули Тростянець сталінські репресії. Після канікул 1937—1938 н.р. із попереднього складу учительського колективу до роботи приступив лише піонервожатий Шкондя І. М.
Силами місцевого колгоспу, сільської громади в 1937 році збудовано двоповерхове приміщення школи. В передвоєнний період директором школи був Максимчук В. П. В школі навчалось 467 учнів, працювало 33 учителі.
Особлива сторінка історії села — це період війни 1941—1945 років. Про початок війни в селі взнали 22 червня 1941 року із гучномовців, що стояли біля контори колгоспу, а вже 28 червня перші призовники пішли до Вороновицького призовного пункту. Призов 1941 року був коротким. Всього за період війни на захист Вітчизни стало 759 односельчан, 244 з них не повернулося. Вже 18 липня 1941 року німці ввійшли в село. В с. Латанцях їх зустрічали хлібом — сіллю, але побачивши, що собою являє так званий «новий порядок», вже в жовтні 1941 року підпалили скирду з соломою. На щастя все скінчилося покаранням кількох підозрілих різками. Виручили місцеві поліцаї, один з яких пізніше виявиться зв'язковим партизанського загону. За період окупації 62 громадян з Тростянця і 42 з Латанець забрано в Німеччину. 25 латанчан в січні 1944 року арештовано, як партизанів. Їх доля невідома досі. В лісах біля села діяв партизанський загін, командиром якого був Посвятенко Юхим Трохимович, зв'язковою цього загону була його дружина-латанчанка. В будинку лісника Педоса Я. Ф. знаходилась база командира партизанського загону Білоруського Петра Мартиновича.
В січні 1944 року, розвиваючи наступ в ході Корсунь — Шевченківської битви, радянські війська прорвали оборону німців в районі Іллінців і почали наступ південніше Вінниці.
За кілька кілометрів до Латанець в с. Комарові бої точилися 4 і 5 січня. Німці окопались в лісі, але після того як підійшли радянські танки і їх було відкинуто в напрямку Сокиринець.
Якраз на Різдво війська Червоної Армії ввійшли в Латанці з боку лісу. Німцям вдалось підбити один танк, але вчинити опір вони не змогли і поспішно втекли. Танки пішли далі в сторону Яришівки, а піхота та артилерія залишились ночувати в селі.
Вранці селяни побачили, що поле, яке знаходилось біля села, було вкрито німецькими солдатами. Підняли тривогу. Німців зустріли на краю села. Вдарили гармати від сушарки і магазину. Німці залягли. В цей час налетіла німецька авіація. Біля пів години літаки бомбили своїх, але коли вони полетіли німці посунули в село. Їх було дуже багато, тому радянським солдатам довелося відступати. Прикривала відступ батарея гармат і катюш, що стояли біля сушарки. Вони відійшли останніми.
Селян зігнали до церкви. Тут же розстріляли 12 чоловік, зокрема трьох дітей. 25 чоловіків відібрали і погнали в сторону Вінниці. Ніхто з них не повернувся. Селян заставили зібрати вбитих. 57 радянських бійців поховано в Латанцях. Німецька армія втратила в цьому бою не менше 300 солдатів.
Коли селяни збирали тіла вбитих, вони виявили 3-х поранених бійців. Ризикуючи своїм життям їх переховували до 14 березня 1944 року, коли в село ввійшла радянська армія.
Почалась відбудова. Першою з руїн піднялась школа. Довелось очистити приміщення від гною(під час окупації тут була конюшня), замінити перекриття, дах, підлогу. Все це було зроблено вручну і в жовтні 1944 року діти сіли за парти, а в вересні 1945 року відбувся перший післявоєнний випуск семирічки. З 1951 року школа стала середньою. За 60 років з школи випущено 1532 учні 124 з них обрали учительську професію. 177 учителів навчали дітей в Тростянці протягом цього періоду.
Ставало на ноги господарство. Без техніки було оброблено всі поля, зібрано урожай. За високі показники в розвитку сільського господарства в 1946 році ланковим буряківничих ланок Кравчук К. О. та Заверусі А. І. було присвоєно звання Герой Соціалістичної Праці.
26 листопада 1958 року було об'єднано колгоспи сіл Латанці і Тростянець і утворено колгосп «Шляхом Леніна», а село Латанці включене в с. Тростянець. З цього часу протягом 47 років сільськогосподарське підприємство очолював Герой Соціалістичної Праці В. Г. Біліченко. Особливо успішними для колгоспу були 70-ті роки ХХ ст. Цей час позначений високими врожаями, збільшенням доходів господарства і, як наслідок, розвитком села. За цей час в селі побудовано тваринницький комплекс на 1000 голів ВРХ, гараж, тракторний стан, приміщення контори колгоспу, готель і т.ін. За кошти колгоспу в селі збудовано приміщення дитячого садочка, добудову до школи з їдальнею, актовою та спортивною залами, будинок культури. За високі успіхи в сільськогоподарському виробництві в 70-х 80-х роках 12 колгоспників нагороджено орденом Леніна, 32 орденом Трудового Червоного Прапора, та іншими орденами та медалями. Колгосп «Шляхом Леніна» отримав орден Трудового Червоного прапора.

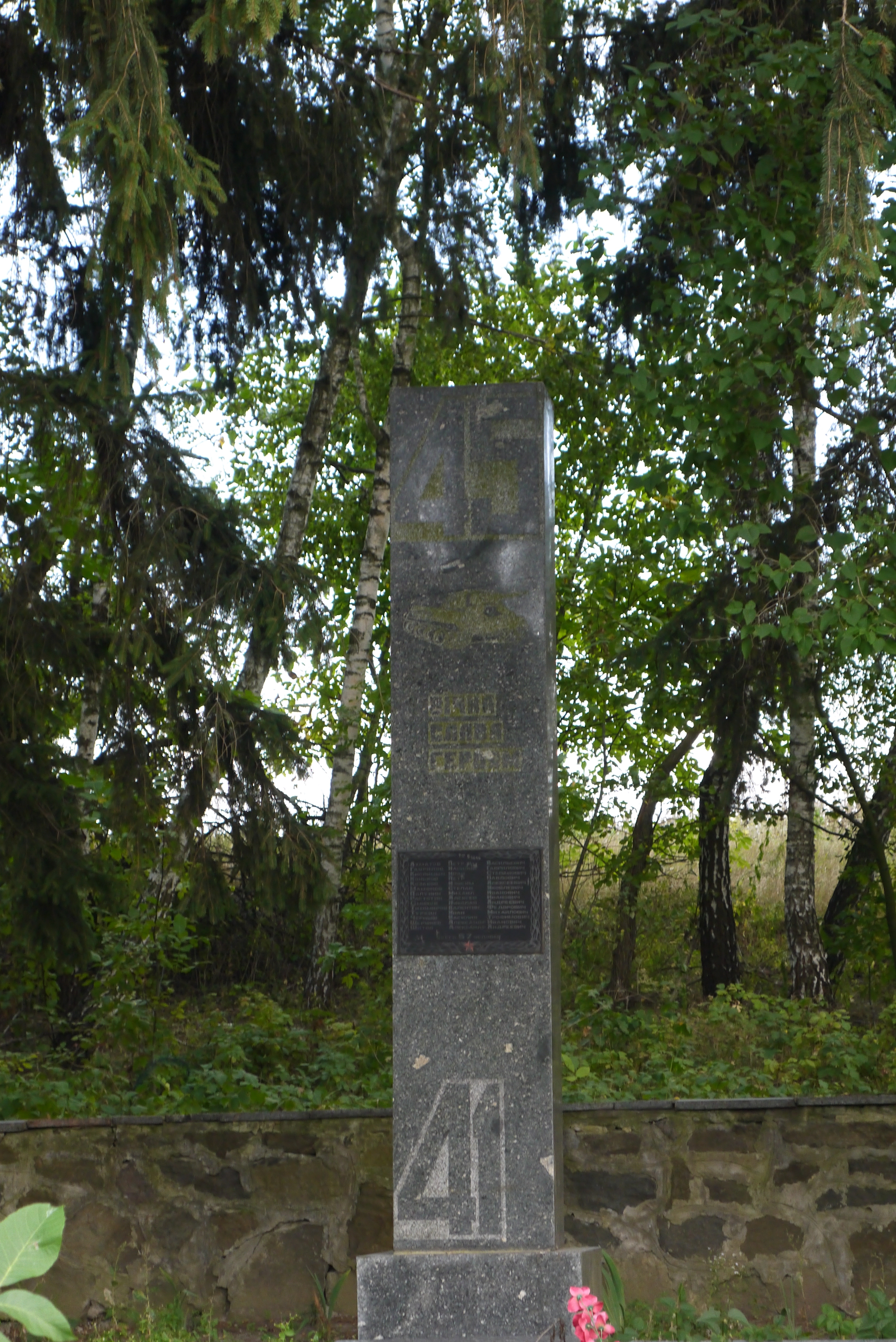
Братська могила
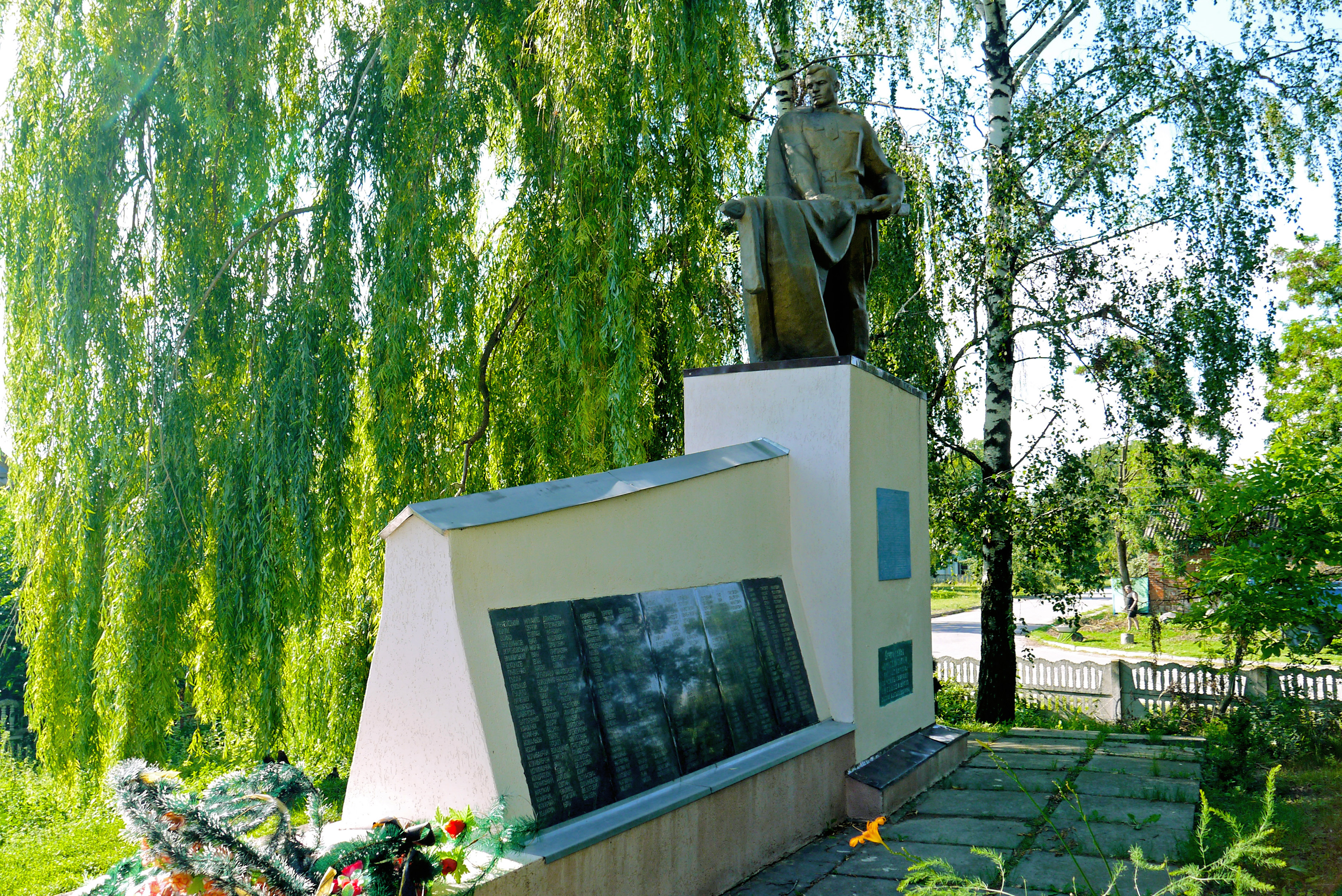
Пам'ятник воїнам-односельчанам

## Відомі люди
- Андрійчук Кесар Омелянович (1907—1958) — український поет.
- Кравчук Катерина Олексіївна (1911—1994) — Герой Соціалістичної Праці.
- Сегеда Юрій Васильович (1977) — український поет і прозаїк.
- Віктор Вікторович Біліченко – завідувач кафедри автомобілів та транспортного менеджменту Вінницького національного технічного університету, доктор технічних наук, професор, академік транспортної академії України, заслужений діяч науки і техніки України.